# جون ارليتشمان
جون ارليتشمان (بالإنجليزية: John Ehrlichman) (و. 1925 – 1999 م) هو سياسي، ومحامي من الولايات المتحدة الأمريكية . ولد في تاكوما، واشنطن .
وهو عضو في الحزب الجمهوري .
توفي في أتلانتا، جورجيا .بسبب السكري .

## التعليم
تعلم في جامعة كاليفورنيا، لوس أنجلوس.

## روابط خارجية
- جون ارليتشمان على موقع الموسوعة البريطانية (الإنجليزية)
- جون ارليتشمان على موقع مونزينجر (الألمانية)
- جون ارليتشمان على موقع إن إن دي بي (الإنجليزية)